# Léon Foy
Léon Alexandre Foy (né le 29 juin 1896 à Sannois (Val-d'Oise) et mort le 5 décembre 1986 à La Baule-Escoublac) est un architecte français.
Il est l’auteur de villas balnéaires à La Baule dans la première moitié du XXe siècle.

## Biographie
Léon Foy, fils de Paul Eugène Foy, épicier, et de Léonie Émilie Clément, naît à Sannois le 29 juin 1896.
Il entre dans l'atelier préparatoire de Louis Cirée le 6 février 1914 et y demeure jusqu’en mars 1920. Il entre dans la classe de Pierre André à l’École nationale supérieure des beaux-arts en 1920 après avoir reçu la croix de guerre 1914-1918.

## Œuvre architecturale
Léon Foy est l’auteur de nombreuses villas balnéaires de La Baule dans la première moitié du XXe siècle. On lui doit en particulier les projets :
- une maison de type villa balnéaire vers 1930, sise avenue Georges-Clemenceau[3] ;
- la villa Ker Claudy (1926[4]) ;
- la villa Les Cornallines (reprise en style normande en 1936 d'une villa construite en 1900[5]) ;
- la villa Le Khedive (reprise en 1946 d’une maison construite par Georges Lafont vers 1880[6]) ;
- la villa Printemps (reprise et surélevée en 1930 d'une maison construite vers1900[7]).